# 相州道
相州道（そうしゅうどう）は、相模の国に通じる道として江戸時代に呼ばれていた総称。

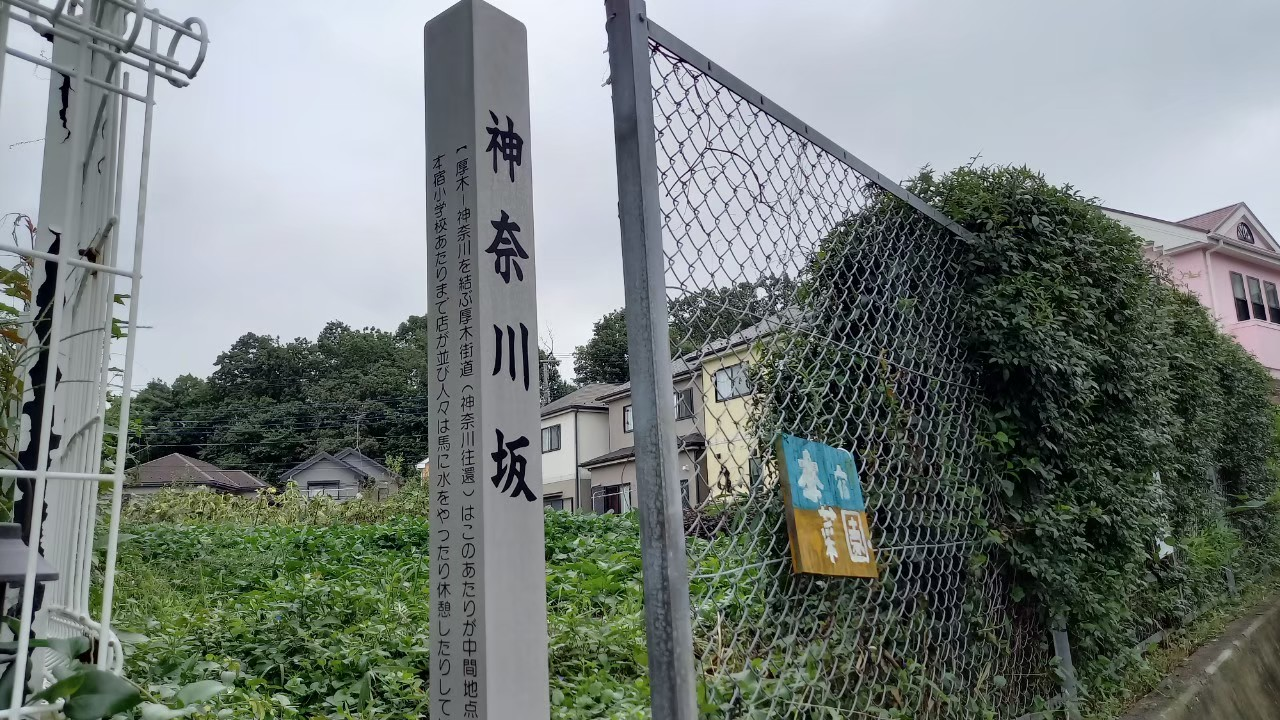
横浜市立本宿小学校の前にある「神奈川坂」の標柱。（2022年12月撮影）

主に大山道、厚木道、八王子道、中原街道などがこの名称で呼ばれていた。
なお、相州道に置かれている石碑や道しるべには行き先の方向を示すために「厚木道」「神奈川道」「保土ヶ谷道」「弘明寺道」などが使われている。

## 武蔵国風土記稿
武蔵国風土記稿には2本の相州道についての記載がある。

### 八王子道経由
旧東海道神奈川宿から厚木を目指すルートとなる。保土ヶ谷区宮田町にある芝生の追分にて東海道と、和田村にて八王子道（現 国道16号）と分岐する。
和田橋にて帷子川を越えて仏向村・坂本を経由したのち、横浜市旭区三反田町にて後述するもうひとつの相州道と合流する。
その後、三反田・二俣川・三ツ境・二ツ橋・瀬谷・大和・綾瀬・海老名を経由し、厚木にて矢倉沢往還（現 国道246号線）と合流する。

### 桜ヶ丘経由
古東海道保土ヶ谷宿（大蓮寺付近）と二俣川を結ぶルートで、保土ヶ谷宿の人足として働く住民が利用していた。
横浜市保土ヶ谷区神戸町から桜ヶ丘の尾根道を通り、横浜市旭区三反田町にて前述の八王子道経由の相州道と合流する。

## 記載ミス

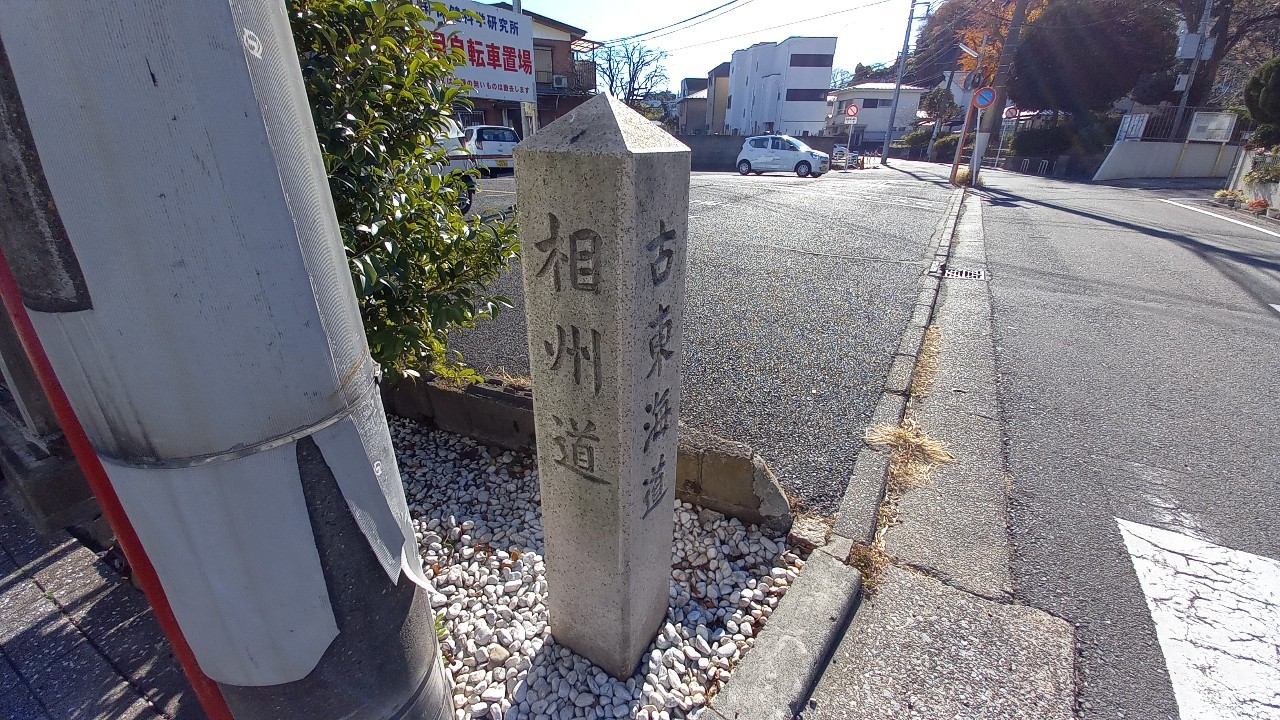
神明社前交差点にある「東海道相州道追分」。「古東海道」と「相州道」の文字が彫られている。（2022年12月撮影）

横浜市教育委員会文化財課が出版した「横浜の古道」には、誤った相州道のルートが記載されている。大門通りから星川の神明社前を通るルートが示されているが、通過点である和田村は江戸時代には帷子川の北岸にあったため間違いである。
更にこの本を参照した資料や記事などが出てしまっている。その例として、神明社前交差点にある「東海道相州道追分」には相州道の文字が彫られている。